# Carl Moberg (häradshövding)
Carl Anders Emanuel Moberg, född den 11 september 1860 i Gävle, död den 21 december 1909 i Köpenhamn, var en svensk jurist.
Moberg blev student vid Uppsala universitet 1878 och avlade examen till rättegångsverken där 1882. Han blev vice häradshövding 1886, tillförordnad fiskal i Skånska hovrätten 1887, adjungerad ledamot där 1889, notarie 1890, ordinarie fiskal 1892, assessor samma år, tillförordnad revisionssekreterare 1896, konstituerad revisionssekreterare 1898 och ordinarie revisionssekreterare 1900. Moberg var häradshövding i Rönnebergs, Onsjö och Harjagers domsaga från 1903 till sin död. Han blev inspektor för Landskrona realskola 1908. Moberg blev riddare av Nordstjärneorden 1901.